# حافة الشتاء (فلم)
حافة الشتاء (بالإنجليزية: Edge of Winter) فيلم دراما وإثارة إنتاج أمريكي، كندي مشترك للمخرج الأمريكي روب كونولي  الذي كتب السيناريو بمعاونة كاتب الرواية كايل مان. الفيلم من بطولة جويل كينمان، بيرسي هاينز وايت، روسيف ساذرلاند، شيلوه فرنانديز، توم هولاند، وراشيل لوفيفر  وتدور الأحداث حول شقيقين تتقطع بهم السبل بسبب عاصفة شتوية وحشية مع أب لا يمكن التنبؤ به، بالكاد يعرفونه، يبدأ الأولاد بالشك في أن حاميهم، المفترض، قد يكون أكبر تهديد لهم.
صدر الفيلم إلى دور العرض الأمريكية في 12 أغسطس 2016. وصدر إلى دور العرض الكندية في 19 أغسطس 2016. وصدر الفيلم على أقراص DVD في 26 يوليو 2016. وصدر الفيلم كفيلم حصري ITunes في 2 أغسطس 2016 
منح موقع قاعدة بيانات الأفلام على الإنترنت (IMDB) الفيلم درجة 5.3/ 10.

## طاقم التمثيل
جويل كينمان: في دور إليوت بيكر
توم هولاند: في دور برادلي بيكر (الشقيق الأكبر)
بيرسي هاينز وايت: في دور كاليب بيكر (الشقيق الأصغر)
روسيف ساذرلاند: في دور لوك
شيلوه فرنانديز: في دور ريتشارد
راشيل لوفيفر: في دور كارين (الأم)
شون بنسون: في دور تيد (زوج الأم)
باتريك جارو: في دور كاتب محطة بنزين 

## أحداث الفيلم
يفقد المطلق إليوت بيكر (جويل كينمان) وظيفته بعد أن لكم رئيسه، ويتطلع إلى فرصة قضاء بعض الوقت مع أبنائه المراهقين برادلي (توم هولاند) الأكبر، وكاليب (بيرسي هاينز وايت) الأصغر، بعد أن تركتهم والدتهم كارين (راشيل لوفيفر) تحت رعاية والدهم لقضاء اجازة مع زوجها تيد (شون بنسون). يكتشف الأولاد بندقية إليوت ويصرخ إليوت ثم يعتذر ويقرر أنها ستكون تجربة جيدة لتعليم الأولاد استعمال الأسلحة النارية. يكتشف إليوت وهم في طريقهم إلى ساحة الخشب القديمة في البرية للتمرين على إطلاق الرصاص، رسائل نصية على هاتف براد تعبر عن استيائه من قضاء الوقت مع والده، ويخفي إليوت الهاتف. يتبادل الأولاد إطلاق الرصاص ثم يسلم إليوت مفاتيح السيارة لبراد ويعلمه كيفية القيادة. يتشاجر كاليب وبراد، مما يؤدي إلى انزلاق السيارة عن الطريق وتصبح عالقة. يقضون الليل في السيارة، حيث يخبر كالب والده عن ترقية زوج والدته وانتقالهم المرتقب إلى لندن. يقوم إليوت بضرب يديه مرارًا وتكرارًا في عجلة القيادة في ذهول. في الصباح، يتوجهون إلى كوخ صيد يعرفه إليوت ولكن براد يسقط من خلال بعض الجليد الهش، ويسارع إليوت بإنقاذه ويصطحب الأولاد إلى الكوخ ويأمر كاليب بإشعال النار ويغطي براد بالبطانيات. يعرب إليوت عن غضبه لفقدان عائلته بانتقالهم إلى لندن. يصل اثنين من الصيادين، ريتشارد (شيلوه فرنانديز) ولوك (روسيف ساذرلاند)، بحثًا عن مأوى. يشك إليوت في الرجال ويطالبهم بنزع أسلحتهم قبل السماح لهم بالدخول.
يبدأ إليوت تدريجيا في فقدان عقله، ويتبع ريتشارد إلى شاحنته، ويحاول منعه من الاتصال بالمساعدة، ويقتله خنقاً دون قصد. يصل لوك بعد ذلك بقليل، ويحاول إليوت إطلاق النار عليه، لكن لوك يهرب بمساعدة براد وكاليب. يعود الأولاد إلى الكوخ، حيث يحزم براد بعض الإمدادات ويقنع كاليب أنهم بحاجة إلى المغادرة. يذهب إليوت للبحث عنهما ويعنف براد بعد قول تعليق مفاده أن إليوت ليس أبًا جيدًا. يتوسل كاليب إلى والده ليطلق سراح براد. يجبر إليوت الأولاد على البقاء بالكوخ محبوسين داخل غرفتهم. يستخدم براد مسمارًا لنزع لوح الأرضية، ويهبط كاليب إلى الأسفل، ويرى جثة ريتشارد تحت خشب الغرفة. يحاول برادلي أن يرفع لوحًا آخر لكي يتمكن من المرور لكنه لا يستطيع، ويطلب من كاليب المغادرة. يجد كاليب لوك في شاحنته، ويقنع لوك بأخذه إلى بر الأمان مع براد، بينما يتمكن براد من إشعال النار في الكوخ والهرب.
يلاحق إليوت ولده براد عبر الغابة، ويتمكن من الامساك به ويقول إن أولاده لن يغادروا أبدًا. يظهر كاليب ليهدئه وليخبر إليوت أنه إذا بقوا، يمكنهم الذهاب لصيد السمك وصيد الحيوانات. يظهر لوك ويهاجم إليوت، لكن إليوت يضربه حتى الموت. يركض براد وكاليب إلى الشاحنة في محاولة للهرب. يلحق إليوت بهم ويستخدم البندقية لكسر النافذة. بينما يتمكن براد من تشغيل السيارة التي تنطلق بالأولاد الفارين في الليل طلباً للمساعدة.

## استقبال الفيلم
منح موقع "الطماطم الفاسدة" الفيلم تقييماً مقداره 50% بناءاً على آراء 22 ناقداً سينمائياً، ومنح موقع "ميتاكريتيك" الفيلم أيضاً تقييماً مقداره 50% بناءاً على آراء 9 نقاد سينمائيين.
أعرب فرانك شيك من صحيفة هوليوود ريبورتر عن إعجابه بأداء جويل كينمان وتوم هولاند وبيرسي وايت لا سيما في مشهد عندما يخبر الأولاد والدهم العاجز أنهم سينتقلون قريبًا إلى لندن مع والدتهم وزوجها الجديد. كما أن هولندا ووايت ممتازان أيضًا مثل الأولاد الذين ما زالوا يحبون والدهم حتى في الوقت الذي يصبحون فيه أكثر وعيًا بإخفاقاته. ردود أفعالهم المرعبة بهدوء تجاه تصعيده الحربي مؤلمة عاطفياً أكثر بكثير من تقاليد نوع الإثارة المتعبة التي يستسلم لها الفيلم في النهاية.
كتبت الناقدة جوانا شنيلر من "جلوب اند ميل" في 19 أغسطس 2016: "سيتم تذكر هذا الفيلم (إن وجد) كأحد الأشياء التي فعلها هولند قبل أن يصبح الرجل العنكبوت"، ومنحت الفيلم درجة 1.5/ 4.
كتبت الناقدة ليندا برنارد من صحيفة "نجمة تورنتو" في 19 أغسطس 2016: "لا توجد أشياء جديدًة كثيرًة هنا، ولكن هناك أداء قوي وعليك الإعجاب بالممثلين وطاقم التصوير للتصوير وسط بعض الأجواء الثلجية الصعبة"، ومنحت الفيلم درجة 2.5/ 4.

## وصلات خارجية
https://elcinema.com/work/2043918/ حافة الشتاء (فيلم)
https://www.imdb.com/title/tt4526546/ حافة الشتاء (فيلم)
https://letterboxd.com/film/edge-of-winter/ حافة الشتاء (فيلم)
https://www.filmaffinity.com/us/film555870.html حافة الشتاء (فيلم)
https://www.blu-ray.com/Edge-of-Winter/602885/ حافة الشتاء (فيلم)
https://www.allmovie.com/movie/edge-of-winter-v663604 حافة الشتاء (فيلم)
https://www.themoviedb.org/movie/402446-edge-of-winter حافة الشتاء (فيلم)
https://www.allocine.fr/film/fichefilm_gen_cfilm=238877.html حافة الشتاء (فلم)